# Сен-Грегуар (Тарн)
Сен-Грегуа́р (фр. Saint-Grégoire, окс. Sent Gorgòri) — коммуна во Франции, находится в регионе Юг — Пиренеи. Департамент — Тарн. Входит в состав кантона Кармо-1 Ле-Сегала. Округ коммуны — Альби.
Код INSEE коммуны — 81253.

## География
Коммуна расположена приблизительно в 550 км к югу от Парижа, в 80 км северо-восточнее Тулузы, в 10 км к востоку от Альби.
На юге коммуны протекает река Тарн.

## Климат
Климат умеренно-океанический. Зима мягкая и дождливая, лето жаркое с частыми грозами. Ветры довольно редки.

## Население
Население коммуны на 2010 год составляло 449 человек.
| 1962 | 1968 | 1975 | 1982 | 1990 | 1999 | 2010 |
| ---- | ---- | ---- | ---- | ---- | ---- | ---- |
| 352  | 340  | 304  | 292  | 307  | 328  | 449  |

## Администрация
| Период | Период | Фамилия           | Партия       | Примечания |
| ------ | ------ | ----------------- | ------------ | ---------- |
| 1941   | 1965   | Эжен Англес       | беспартийный |            |
| 1965   | 1983   | Эли Сессе         | беспартийный |            |
| 1983   | 2008   | Бернар Сессе      | беспартийный |            |
| 2008   | 2014   | Жан Коломбье      | беспартийный |            |
| 2014   | 2020   | Селин Англес-Пашю | беспартийный |            |

## Экономика
В 2007 году среди 277 человек в трудоспособном возрасте (15—64 лет) 218 были экономически активными, 59 — неактивными (показатель активности — 78,7 %, в 1999 году было 73,0 %). Из 218 активных работали 205 человек (111 мужчин и 94 женщины), безработных было 13 (5 мужчин и 8 женщин). Среди 59 неактивных 22 человека были учениками или студентами, 18 — пенсионерами, 19 были неактивными по другим причинам.

## Достопримечательности
- Часовня Нотр-Дам-де-Каюзаге (XIII век). Исторический памятник с 1972 года.[4]